# Record du monde du semi-marathon
Pour un article plus général, voir Records du monde d'athlétisme.
Les records du monde du semi-marathon sont actuellement détenus par l'ougandais Jacob Kiplomo avec le temps de 56 min 42 s, établi le 15 février 2025 lors du semi-marathon de Barcelone en Espagne, et par l'Éthiopienne Letesenbet Gidey avec le temps de 1 h 2 min 52 s, établi le 24 octobre 2021 lors du semi-marathon de Valence, en Espagne. World Athletics attribue également un record du monde féminin à la Kényane Peres Jepchirchir en 1 h 5 min 16 s, performance établie le 17 octobre 2020 à Gdynia dans une course exclusivement féminine.
Les records du monde du semi-marathon masculins et féminins ne sont homologués par World Athletics que depuis le 1er janvier 1999. Les records antérieurs sont considérés comme des meilleures performances.

## Hommes

### Meilleures performances mondiales
Le Kényan Moses Tanui, champion du monde du 10 000 m en 1991 à Tokyo, devient le 3 avril 1993 à Milan le premier athlète à passer sous la barre de l'heure sur semi-marathon. En établissant le temps de 59 min 47 s, il améliore de 19 secondes la meilleure performance mondiale de Steve Moneghetti établi deux mois auparavant.
Le 15 mars 1998, lors du semi-marathon de Lisbonne, le Portugais António Pinto améliore de 4 secondes le temps de Moses Tanui en portant la meilleure performance sur semi-marathon à 59 min 43 s.

### Records du monde

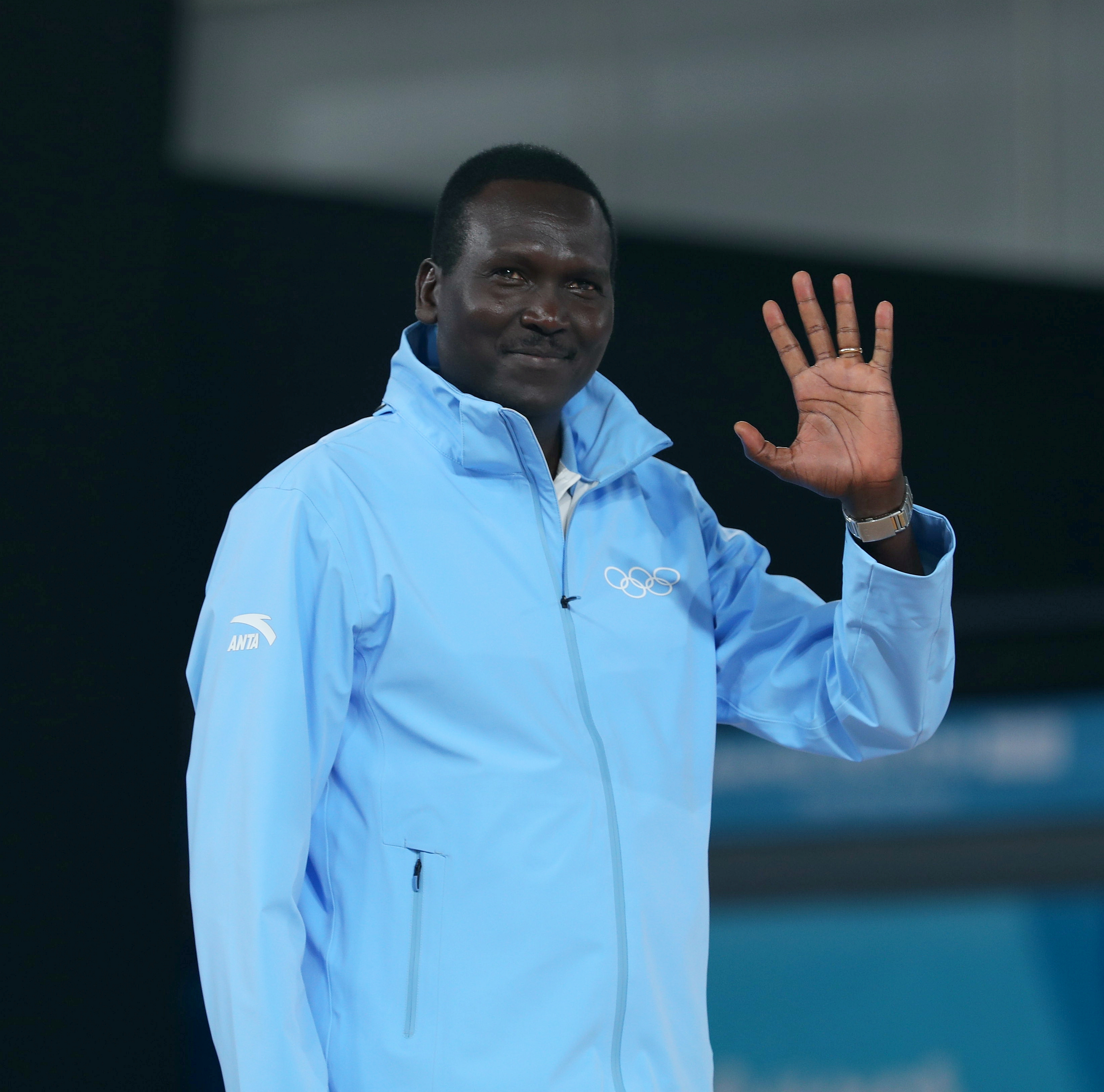
Paul Tergat, premier détenteur du record du monde du semi-marathon.

La performance de 59 min 17 s établie le 4 avril 1998 au Stramilano Half Marathon de Milan par le Kényan Paul Tergat constitue officiellement le premier record du monde du semi-marathon homologué par l'Association internationale des fédérations d'athlétisme.
Le 11 septembre 2005, lors du semi-marathon de Rotterdam, le Kényan Samuel Wanjiru améliore d'une seconde la performance de Paul Tergat en couvrant les 21,097 km en 59 min 16 s.
Le 15 janvier 2006, l’Éthiopien Haile Gebrselassie devient le premier athlète à descendre sous les 59 minutes sur semi-marathon en établissant à Phoenix en Arizona le temps de 58 min 55 s.
En 2007, Samuel Wanjiru reprend le record du monde en abaissant de 22 secondes le temps de Gebrselassie le 17 mars 2007 à La Haye. Wanjiru obtiendra le titre olympique du marathon l'année suivante à Pékin.
Le 21 mars 2010 à Lisbonne, l'Érythréen Zersenay Tadesse, multiple champion du monde du semi-marathon, établit un nouveau record du monde en parcourant la distance en 58 min 23 s, améliorant de 10 secondes le record mondial de Wanjiru.
Le record de Zersenay Tadesse reste inégalé pendant près de huit ans avant que le Kényan Abraham Kiptum l'améliore de 5 secondes, le 28 octobre 2018 lors du semi-marathon de Valence en s'imposant en 58 min 18 s. Mais, convaincu de dopage en 2019, Kiptum est suspendu 4 ans par l'Unité d'intégrité de l'athlétisme, et son record du monde est annulé.
Le Kényan Geoffrey Kamworor devient le nouveau détenteur du record du monde du semi-marathon le 15 septembre 2019 à l'occasion de sa victoire au semi-marathon de Copenhague, améliorant de 22 secondes le temps de Zersenay Tadesse en 58 min 1 s.
Le 6 décembre 2020, à Valence, le Kényan Kibiwott Kandie devient le premier athlète à descendre sous les 58 minutes sur semi-marathon en parcourant la distance en 57 min 32 s, améliorant de 29 secondes le record du monde de Kamworor dans une course qui voit quatre coureurs passer pour la première fois sous la barre des 58 minutes.
Le 21 novembre 2021, l'Ougandais Jacob Kiplimo, champion du monde du semi-marathon l'année passée à seulement 19 ans, réalise 57 min 31 s lors du semi-marathon de Lisbonne et améliore d'une seconde le record mondial de Kibiwott Kandie,.

### Progression
8 records du monde masculins du semi-marathon ont été homologués par World Athletics, après ratification du record de l'Ougandais Jacob Kiplimo, et l'annulation pour cause de dopage du record du monde du Kényan Abraham Kiptum (58 min 18 s en 2018).
|  | Actuel record du monde |  | Record du monde homologué mais annulé rétroactivement |

| Temps                                         | Athlète                 | Nationalité    | Date              | Lieu                | Circonstance                |
| --------------------------------------------- | ----------------------- | -------------- | ----------------- | ------------------- | --------------------------- |
| Meilleures performances mondiales             |                         |                |                   |                     |                             |
| 1 h 5 min 44 s                                | Ron Hill                | Royaume-Uni    | 19 juin 1965      | Freckleton          |                             |
| 1 h 5 min 42 s                                | Pete Ravald             | Royaume-Uni    | 18 juin 1966      | Freckleton          |                             |
| 1 h 4 min 28 s                                | Abebe Bikila            | Éthiopie       | 21 octobre 1964   | Tokyo               |                             |
| 1 h 3 min 22 s                                | Derek Clayton           | Australie      | 3 décembre 1967   | Fukuoka             |                             |
| 1 h 4 min 45 s                                | Ron Hill                | Royaume-Uni    | 21 juin 1969      | Freckleton          |                             |
| 1 h 3 min 53 s                                | Derek Graham            | Royaume-Uni    | 2 mai 1970        | Belfast             |                             |
| 1 h 3 min 46 s                                | Juan Rafael Angel Perez | Costa Rica     | 8 février 1976    | Coamo               |                             |
| 1 h 3 min 46 s                                | Jose Reveyn             | Belgique       | 27 mars 1976      | La Haye             |                             |
| 1 h 2 min 56 s                                | Miruts Yifter           | Éthiopie       | 6 février 1977    | Coamo               |                             |
| 1 h 2 min 47 s                                | Tony Simmons            | Royaume-Uni    | 24 juin 1978      | Welwyn Garden City  |                             |
| 1 h 2 min 36 s                                | Nick Rose               | Royaume-Uni    | 14 octobre 1979   | Dayton              |                             |
| 1 h 2 min 32 s                                | Kirk Pfeffer            | États-Unis     | 7 décembre 1979   | Las Vegas           |                             |
| 1 h 2 min 16 s                                | Stan Mavis              | États-Unis     | 27 janvier 1980   | La Nouvelle-Orléans |                             |
| 1 h 1 min 47 s                                | Herb Lindsay            | États-Unis     | 20 septembre 1981 | Manchester          |                             |
| 1 h 1 min 36 s                                | Mike Musyoki            | Kenya          | 19 septembre 1982 | Philadelphie        |                             |
| 1 h 1 min 32 s                                | Paul Cummings           | États-Unis     | 25 septembre 1983 | Dayton              |                             |
| 1 h 1 min 14 s                                | Steve Jones             | Royaume-Uni    | 11 août 1985      | Birmingham          |                             |
| 1 h 0 min 55 s                                | Mark Curp               | États-Unis     | 15 septembre 1985 | Philadelphie        |                             |
| 1 h 0 min 43 s                                | Mike Musyoki            | Kenya          | 8 juin 1986       | South Shields       |                             |
| 1 h 0 min 10 s                                | Matthews Temane         | Afrique du Sud | 25 juillet 1987   | East London         |                             |
| 1 h 0 min 6 s                                 | Steve Moneghetti        | Australie      | 24 janvier 1993   | Tokyo               |                             |
| 59 min 47 s                                   | Moses Tanui             | Kenya          | 3 avril 1993      | Milan               |                             |
| 59 min 43 s                                   | António Pinto           | Portugal       | 15 mars 1998      | Lisbonne            |                             |
| Records du monde (depuis le 1er janvier 1999) |                         |                |                   |                     |                             |
| 59 min 17 s                                   | Paul Tergat             | Kenya          | 4 avril 1998      | Milan               |                             |
| 59 min 16 s                                   | Samuel Wanjiru          | Kenya          | 11 septembre 2005 | Rotterdam           |                             |
| 58 min 55 s                                   | Haile Gebrselassie      | Éthiopie       | 15 janvier 2006   | Phoenix             |                             |
| 58 min 33 s                                   | Samuel Wanjiru          | Kenya          | 17 mars 2007      | La Haye             |                             |
| 58 min 23 s                                   | Zersenay Tadesse        | Érythrée       | 21 mars 2010      | Lisbonne            | Semi-marathon de Lisbonne   |
| 58 min 18 s                                   | Abraham Kiptum          | Kenya          | 28 octobre 2018   | Valence             | Semi-marathon de Valence    |
| 58 min 1 s                                    | Geoffrey Kamworor       | Kenya          | 15 septembre 2019 | Copenhague          | Semi-marathon de Copenhague |
| 57 min 32 s                                   | Kibiwott Kandie         | Kenya          | 6 décembre 2020   | Valence             | Semi-marathon de Valence    |
| 57 min 31 s                                   | Jacob Kiplimo           | Ouganda        | 21 novembre 2021  | Lisbonne            | Semi-marathon de Lisbonne   |
| 57 min 30 s                                   | Yomif Kejelcha          | Éthiopie       | 27 octobre 2024   | Valence             | Semi-marathon de Valence    |
| 56 min 42 s                                   | Jacob Kiplimo           | Ouganda        | 16 février 2025   | Barcelone           | Semi-marathon de Barcelone  |

## Femmes

### Records du monde

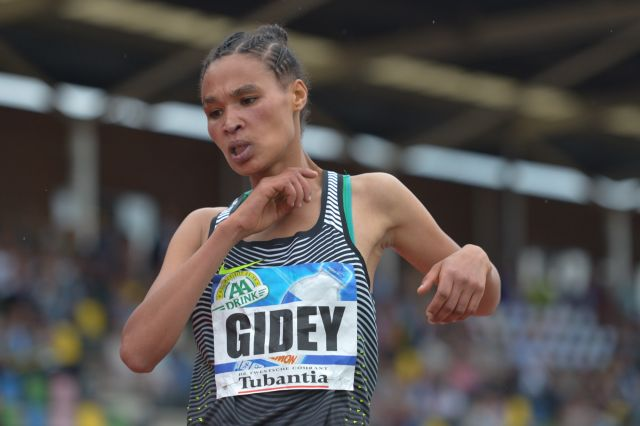
Letesenbet Gidey, actuelle détentrice du record du monde du semi-marathon féminin

La performance de 1 h 6 min 44 s établie le 15 janvier 1999 à Tokyo par la Sudafricaine Elana Meyer constitue le premier record du monde du semi-marathon homologué par l'IAAF.
Le 14 octobre 2007, la Néerlandaise Lornah Kiplagat améliore de 19 secondes le temps d'Elana Meyer en réalisant 1 h 6 min 25 s à Udine dans une course exclusivement féminine.
Le 18 février 2011, lors du semi-marathon de Ras el Khaïmah, la Kényane Mary Keitany descend sous les 1 h 5 en portant le record du monde à 1 h 5 min 50 s.
Le 16 avril 2014, la Kényane Florence Kiplagat améliore de 38 secondes le record du monde de Mary Keitany en parcourant la distance en 1 h 5 min 12 s à Barcelone. Un an plus tard, 15 février 2015 et toujours à Barcelone, Kiplagat porte ce record à 1 h 5 min 9 s.
Le record du monde est amélioré à trois reprises lors de la saison 2017 : une première fois par la Kényane Peres Jepchirchir le 10 février 2017 à Ras el Khaïmah en 1 h 5 min 6 s, une deuxième fois par la Kényane Joyciline Jepkosgei le 1er avril 2017 à Prague en 1 h 4 min 52 s, et une troisième fois le 22 octobre 2017 à Valence en 1 h 4 min 51 s, toujours par Joyciline Jepkosgei.
Le 24 mars 2018, à Valence, l'Éthiopienne Netsanet Gudeta établit un nouveau record du monde dans une courses exclusivement féminine (Wo) en 1 h 6 min 11 s.
Le record du monde de la Kényane Brigid Kosgei, qui réalise le temps de 1 h 4 min 28 sle 8 septembre 2019 lors du semi-marathon de Great North Run, n'est pas validé par l'IAAF,.
Le 21 février 2020, l'Éthiopienne Ababel Yeshaneh établit un record du monde du semi-marathon à Ras el Khaïmah avec un temps de 1 h 4 min 31 s, soit une amélioration de 20 secondes du temps de Joyciline Jepkosgei,. Le 5 septembre 2020, à Prague, la Kényane Peres Jepchirchir bat le record du monde dans une course exclusivement féminine, en 1 h 5 min 34 s, avant d'améliorer cette propre marque un mois plus tard, le 17 octobre 2020 en 1 h 5 min 16 s à Gdynia à l'occasion des championnats du monde de semi-marathon.
Le 4 avril 2021, la Kényane Ruth Chepngetich est la première athlète féminine à descendre sous les 1 h 5 sur semi-marathon en réalisant 1 h 4 min 2 s à Istanbul, abaissant de 29 secondes le record du monde dans une course mixte de Ababel Yeshaneh. Le 29 août 2021, l'Éthiopienne Yalemzerf Yehualaw améliore le record du monde de Ruth Chepngetich en 1 h 3 min 44 s à Antrim, devenant la première athlète sous les 1 h 4. Le 24 octobre 2021, l'Éthiopienne Letesenbet Gidey descend sous les 1 h 3 en établissant un nouveau record en 1 h 2 min 52 s à Valence, améliorant de 52 secondes le temps de Yehualaw.

### Progression
|  | Actuel record du monde course mixte (MX - mixed sex) |  | Actuel record du monde course exclusivement féminine (WO - women only) |

| Temps                                         | Athlète             | Nationalité    | Date              | Lieu                | Notes           |
| --------------------------------------------- | ------------------- | -------------- | ----------------- | ------------------- | --------------- |
| Meilleures performances mondiales             |                     |                |                   |                     |                 |
| 1 h 15 min 4 s                                | Marty Cooksey       | États-Unis     | 26 août 1978      | San Diego           |                 |
| 1 h 15 min 58 s                               | Miki Gorman         | États-Unis     | 19 novembre 1978  | Pasadena            |                 |
| 1 h 15 min 1 s                                | Ellison Goodall     | États-Unis     | 10 mars 1979      | Winston-Salem       |                 |
| 1 h 14 min 50 s                               | Kathy Mintie        | États-Unis     | 25 août 1979      | San Diego           |                 |
| 1 h 14 min 4 s                                | Patti Catalano      | États-Unis     | 23 septembre 1979 | Manchester          |                 |
| 1 h 13 min 59 s                               | Marja Wokke         | Pays-Bas       | 29 mars 1980      | La Haye             |                 |
| 1 h 13 min 26 s                               | Joan Benoit         | États-Unis     | 18 janvier 1981   | La Nouvelle-Orléans |                 |
| 1 h 11 min 16 s                               | Joan Benoit         | États-Unis     | 7 mars 1981       | San Diego           |                 |
| 1 h 9 min 57 s                                | Grete Waitz         | Norvège        | 15 mai 1982       | Göteborg            |                 |
| 1 h 9 min 14 s                                | Joan Benoit         | États-Unis     | 18 septembre 1983 | Philadelphie        |                 |
| 1 h 8 min 34 s                                | Joan Benoit         | États-Unis     | 16 septembre 1984 | Philadelphie        |                 |
| 1 h 6 min 40 s                                | Ingrid Kristiansen  | Norvège        | 5 avril 1987      | Sandnes             |                 |
| 1 h 8 min 32 s                                | Ingrid Kristiansen  | Norvège        | 19 mars 1989      | New Bedford         |                 |
| 1 h 7 min 59 s                                | Elana Meyer         | Afrique du Sud | 18 mai 1991       | East London         |                 |
| 1 h 7 min 59 s                                | Uta Pippig          | Allemagne      | 20 mars 1994      | Kyoto               |                 |
| 1 h 7 min 58 s                                | Uta Pippig          | Allemagne      | 19 mars 1995      | Kyoto               |                 |
| 1 h 7 min 36 s                                | Elana Meyer         | Afrique du Sud | 9 mars 1997       | Kyoto               |                 |
| 1 h 7 min 29 s                                | Elana Meyer         | Afrique du Sud | 8 mars 1998       | Kyoto               |                 |
| Records du monde (depuis le 1er janvier 1999) |                     |                |                   |                     |                 |
| 1 h 6 min 44 s                                | Elana Meyer         | Afrique du Sud | 15 janvier 1999   | Tokyo               |                 |
| 1 h 6 min 25 s                                | Lornah Kiplagat     | Pays-Bas       | 14 octobre 2007   | Udine               | Course féminine |
| 1 h 5 min 50 s                                | Mary Keitany        | Kenya          | 18 février 2011   | Ras el Khaïmah      | Course mixte    |
| 1 h 5 min 12 s                                | Florence Kiplagat   | Kenya          | 16 février 2014   | Barcelone           | Course mixte    |
| 1 h 5 min 9 s                                 | Florence Kiplagat   | Kenya          | 15 février 2015   | Barcelone           | Course mixte    |
| 1 h 5 min 6 s                                 | Peres Jepchirchir   | Kenya          | 10 février 2017   | Ras el Khaïmah      | Course mixte    |
| 1 h 4 min 52 s                                | Joyciline Jepkosgei | Kenya          | 1er avril 2017    | Prague              | Course mixte    |
| 1 h 4 min 51 s                                | Joyciline Jepkosgei | Kenya          | 22 octobre 2017   | Valence             | Course mixte    |
| 1 h 6 min 11 s                                | Netsanet Gudeta     | Éthiopie       | 24 mars 2018      | Valence             | Course féminine |
| 1 h 4 min 31 s                                | Ababel Yeshaneh     | Éthiopie       | 21 février 2020   | Ras el Khaïmah      | Course mixte    |
| 1 h 5 min 34 s                                | Peres Jepchirchir   | Kenya          | 5 septembre 2020  | Prague              | Course féminine |
| 1 h 5 min 16 s                                | Peres Jepchirchir   | Kenya          | 17 octobre 2020   | Gdynia              | Course féminine |
| 1 h 4 min 2 s                                 | Ruth Chepngetich    | Kenya          | 4 avril 2021      | Istanbul            | Course mixte    |
| 1 h 3 min 44 s                                | Yalemzerf Yehualaw  | Éthiopie       | 29 août 2021      | Antrim              | Course mixte    |
| 1 h 2 min 52 s                                | Letesenbet Gidey    | Éthiopie       | 24 octobre 2021   | Valence             | Course mixte    |